# Omer Taverne
Omer Taverne (Binche, 27 de julho de 1904 - 10 de outubro de 1981) foi um ciclista belga.
Venceu uma etapa no Tour de France 1929 e outra no Tour de France 1930.